# 少花老挝蒲桃
少花老挝蒲桃（学名：Syzygium laosense）是桃金娘科蒲桃属的植物。分布于柬埔寨以及中国大陆的云南等地，一般生长在生低海拔常绿林中，目前尚未由人工引种栽培。